# جوليان إيفانز
جوليان إيفانز (بالإنجليزية: Julian Evans)‏ هو كاتب بريطاني، ولد في 1955.